# آنتونیو روسی
آنتونیو روسی ورزشکار مرد رشتهٔ قایق‌رانی اهل کشور ایتالیا است. وی در بین سال‌های ‎۱۹۹۲ تا ۲۰۰۴ میلادی در مسابقات بازی‌های المپیک تابستانی در مجموع ۵ مدال، شامل ۳ مدال طلا و ۱ نقره و ۱ برنز را کسب کرد.